# Ramilia kuiluensis
Ramilia kuiluensis är en skalbaggsart som beskrevs av Brenske 1898. Ramilia kuiluensis ingår i släktet Ramilia och familjen Melolonthidae. Inga underarter finns listade i Catalogue of Life.